# رمز البرنامج
رمز البرنامج (بالإنجليزية: Software token)‏ (المعروف أيضًا باسم الرمز المميز) هو جزء من جهاز أمان للمصادقة الثنائية يمكن استخدامه للترخيص باستخدام خدمات الكمبيوتر.  يتم تخزين الرموز المميزة للبرامج على جهاز إلكتروني للأغراض العامة مثل كمبيوتر سطح المكتب أو الكمبيوتر المحمول أو المساعد الرقمي الشخصي أو الهاتف المحمول ويمكن نسخها. ( الرموز المميزة لأجهزة التباين ، حيث يتم تخزين بيانات الاعتماد على جهاز مخصص وبالتالي لا يمكن تكرارها (في غياب الغزو المادي للجهاز)
نظرًا لأن الرموز المميزة للبرامج هي شيء لا يمتلكه الفرد فعليًا ، فإنها تتعرض لتهديدات فريدة تستند إلى تكرار مادة التشفير الأساسية - على سبيل المثال ، فيروسات الكمبيوتر وهجمات البرامج . كل من الرموز المميزة للأجهزة والبرامج عرضة لهجمات في الوسط القائمة على الروبوتات ، أو لهجمات التصيد الاحتيالي البسيطة التي يتم فيها طلب كلمة المرور لمرة واحدة التي يوفرها الرمز المميز ، ثم يتم توفيرها لموقع الويب الأصلي في الوقت المناسب . تتمتع الرموز المميزة للبرامج بفوائد منها: لا يوجد رمز مادي لحملها ، ولا تحتوي على بطاريات ستنفد طاقتها بعد زمن ، وهي أرخص من الرموز المميزة للأجهزة.

## الهندسة الامنية
هناك نوعان من البنيان الأساسيان للرموز البرمجية: التشفير المشترك السري والتشفير بالمفتاح العام .
بالنسبة للسر المشترك ، يقوم المسؤول عادةً بإنشاء ملف تكوين لكل مستخدم نهائي. سيحتوي الملف على اسم مستخدم ورقم تعريف شخصي وسر . يتم إعطاء ملف التكوين هذا للمستخدم.
من المحتمل أن تكون البنية السرية المشتركة عرضة للخطر في عدد من المجالات. يمكن اختراق ملف التكوين في حالة سرقته وتم نسخ الرمز المميز. باستخدام الرموز المميزة للبرامج المستندة إلى الوقت ، من الممكن استعارة المساعد الشخصي الرقمي الشخصي أو الكمبيوتر المحمول الخاص بالفرد ، وتعيين الساعة إلى الأمام ، وإنشاء رموز ستكون صالحة في المستقبل. يمكن سرقة أي رمز مميز للبرنامج يستخدم الأسرار المشتركة ويخزن رقم التعريف الشخصي جنبًا إلى جنب مع السر المشترك في عميل البرنامج ويتعرض لهجمات دون اتصال بالإنترنت. قد يكون من الصعب توزيع الرموز المميزة السرية المشتركة ، نظرًا لأن كل رمز مميز هو في الأساس جزء مختلف من البرنامج. يجب أن يتلقى كل مستخدم نسخة من السر ، والتي يمكن أن تخلق قيودًا زمنية.
تعتمد بعض الرموز المميزة للبرامج الجديدة على تشفير المفتاح العام أو التشفير غير المتماثل. تقضي هذه البنية على بعض نقاط الضعف التقليدية في الرموز المميزة للبرنامج ، ولكنها لا تؤثر على ضعفها الأساسي (القدرة على التكرار). يمكن تخزين رمز PIN على خادم مصادقة بعيد بدلاً من عميل الرمز المميز ، لن يكون عمل رمز البرنامج المسروق جيدًا إلا إذا كان رقم التعريف الشخصي معروفًا أيضًا. ومع ذلك ، في حالة الإصابة بفيروس ، يمكن تكرار مادة التشفير ومن ثم يمكن التقاط رقم التعريف الشخصي (عبر تسجيل المفاتيح أو ما شابه) في المرة التالية التي يقوم فيها المستخدم بالمصادقة. إذا كانت هناك محاولات لتخمين رقم التعريف الشخصي ، فيمكن اكتشافه وتسجيله على خادم المصادقة ، والذي يمكنه تعطيل الرمز المميز. يؤدي استخدام التشفير غير المتماثل أيضًا إلى تبسيط التنفيذ ، حيث يمكن للعميل المميز إنشاء زوج المفاتيح الخاص به وتبادل المفاتيح العامة مع الخادم.